# كريستين آرثر
كريستين آرثر (بالإنجليزية: Christine Arthur)‏ هي لاعب هوكي الحقل نيوزيلندية، ولدت في 26 أغسطس 1963.

## وصلات خارجية
- كريستين آرثر على موقع أوليمبيديا (الإنجليزية)
- كريستين آرثر على موقع اللجنة الأولمبية النيوزيلندية (الإنجليزية)